# Паолони (Авелино)
Паолони је насеље у Италији у округу Авелино, региону Кампанија.
Према процени из 2011. у насељу је живело 57 становника. Насеље се налази на надморској висини од 403 м.